# 袁夫人
袁夫人（えんふじん、生没年不詳）は、三国時代の呉の大帝孫権の夫人（側室）。豫州汝南郡汝陽県（現在の河南省周口市商水県）の人。後漢の名門である汝南袁氏の出身。父は袁術。兄弟は袁燿。姉は黄猗の妻。叔父は袁胤。

## 略歴
建安4年（199年）6月、父が死亡し一族が没落すると、袁夫人は袁胤・黄猗らに守られ、かつての部下であった劉勲の元へ身を寄せた。同年12月、孫策が周瑜・孫権らを率いて劉勲を破り廬江に入ると、袁夫人は家族とともに捕虜となっている。橋公の娘たち（大橋・小橋）や劉勲の妻子らと共に、呉郡へ送致された。
孫氏に引き取られて成長し、孫権の後宮に入って夫人となった。誠実で品行方正な人柄であったが、子を成すことがなかった。そのため孫権は宮人らが生んだ子を幾人も彼女に養育させたが、何れも夭折してしまった。黄龍元年（229年）に即位した孫権は皇后を冊立せず、赤烏元年（238年）、最も寵愛した夫人歩練師が亡くなると、袁夫人を皇后に立てようと考えたが、袁夫人は子が無いことを理由に固辞して受けなかった。後に皇后である潘淑の嫉妬心のために中傷を受けるのが最後で、その後の動静は伝わっていない。
なお、袁夫人の兄弟袁燿が呉の郎中に任ぜられ、その袁燿の娘も孫権の五男である孫奮に嫁いだ。
小説『三国志演義』には登場しない。なお、袁術の遺族が徐璆によって殺される設定になっている。